# Trondheims kommun
Trondheims kommun (norska: Trondheim kommune, sydsamiska: Tråanten tjïelte) är en kommun i Trøndelag fylke i mellersta Norge med 210 496 invånare (2022). Kommunens centralort är staden Trondheim.

## Administrativ historik
Trondheims kommun upprättades den 1 januari 1838 (som Throndhjem formannskapsdistrikt) när Formannskapslovene från 1837 trädde i kraft. 
Mellan 1864 och 1952 genomfördes ett antal gränsregleringar där olika områden successivt fördes över från Strinda kommun till Trondheims kommun:
- 1 januari 1864: bebott område (1 229 invånare)
- 1 januari 1893: bebott område (4 097 invånare)
- 1 januari 1952: bebott område (Lade med 2 230 invånare)

Den 1 januari 1964 gick kommunerna Byneset, Leinstrand, Strinda och Tiller upp i Trondheims kommun. Kommunen ökade då från 56 982 invånare före sammanslagningen till 111 419 invånare efter.
Den 1 januari 2020 utökades stadsdelen Heimdal med den tidigare kommunen Klæbu.

## Kommunvapen
Kommunvapnet godkändes av bystyret (stadsfullmäktige) den 25 mars 1897. Vapnet är baserat på stadens sigill som troligen är från 1200-talet. Biskopen står för den andliga makten, kungen för den världsliga makten och vågen är en symbol för rättvisa. Huvudena längst ner representerar antagligen stadens byråd. Kommunen använder en murkrona över vapnet.

Klæbu kommunvapen från 1983.

## Kommunflagga
Kommunflaggan består av en gul ros med åtta kronblad (en Trondheimsros) på ett rött fält och godkändes genom kunglig resolution den 26 maj 1989. Till skillnad från de flesta andra kommuner har flaggan ett helt annat motiv än kommunvapnet.

## Tätorter
I Trondheims kommun finns tio tätorter:
- Bratsberg
- Klæbu
- Langørjan
- Malvik (del av)
- Nypan
- Ringvål
- Spongdal
- Tanem
- Trolla
- Trondheim (centralort)

## Socknar
Inom Norska kyrkan är Trondheims kommun indelad i 16 socknar (församlingar) i två prosterier (kontrakt):

### Nidaros domprosteri
- Bakklandet og Lademoens socken
- Lade socken
- Nidaros domkyrkas socken

### Trondheims prosteri
- Bergs socken
- Byneset og Leinstrands socken
- Byåsens socken
- Heimdals socken
- Ilens socken
- Klæbu socken
- Kolstads socken
- Nidelvens socken
- Ranheim og Charlottenlunds socken
- Strinda socken
- Strindheims socken
- Sverresborgs socken
- Tillers socken

Socknarna och prosterierna ingår i Nidaros stift.

## Politik

### Stortingsvalet 2013

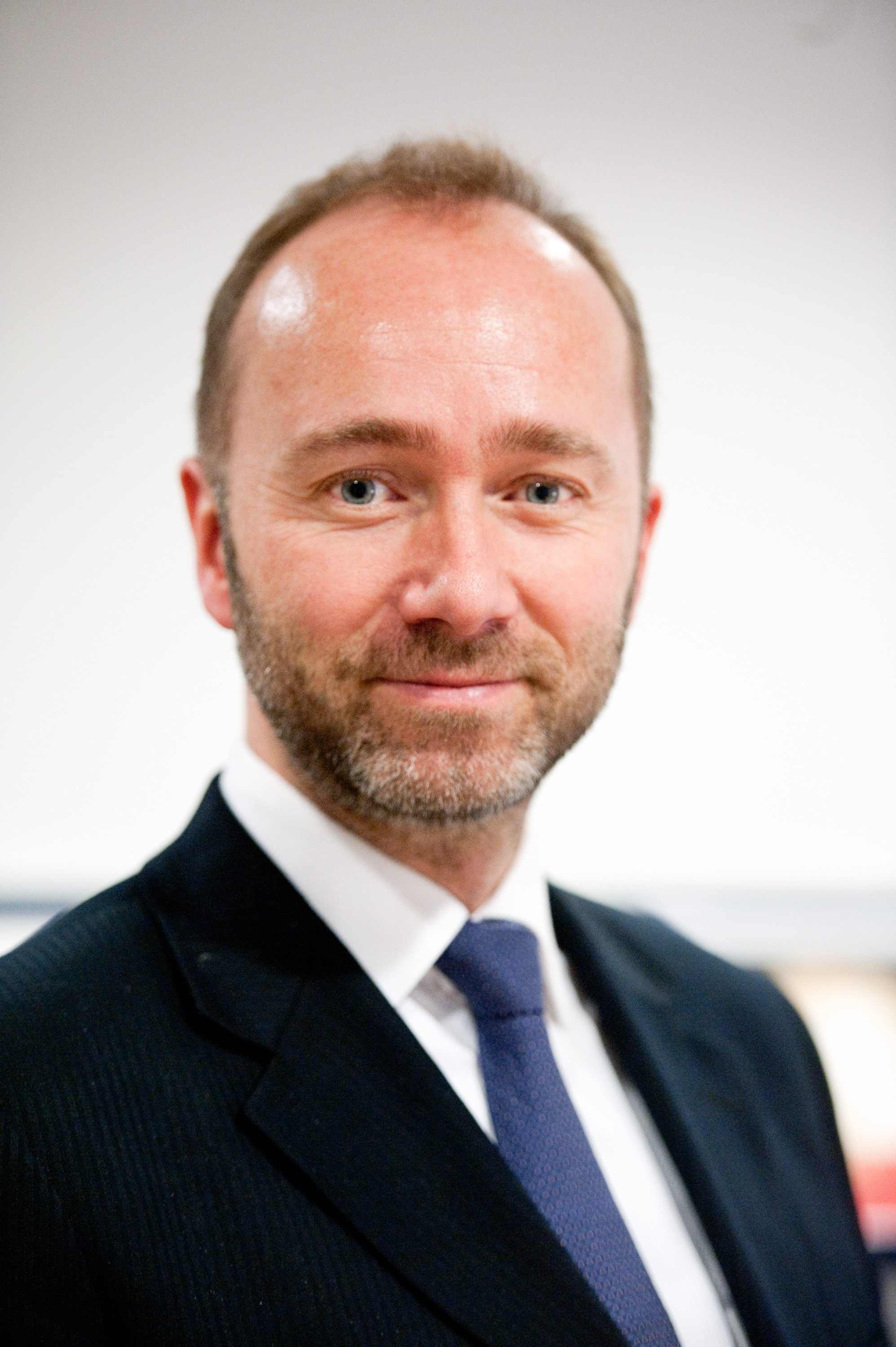
Trond Giske (Ap) från Trondheim tilldelades stortingsmandat nr. 1 för dåvarande Sør-Trøndelag fylke.

Vid stortingsvalet 2013 var det 131 527 röstberättigade i Trondheims kommun. Totalt röstade 106 095 personer. Valdeltagandet var därmed 80,7 %. Valresultatet gav en rödgrön övervikt på 0,4 procentenheter (46,1 % H+Frp+KrF+V, 46,5 % Ap+Sp+SV). Valresultatet visas nedan i tabellen:
| Parti                      | Antal röster | %    |
| -------------------------- | ------------ | ---- |
| Arbeiderpartiet            | 38 889       | 36,8 |
| Høyre                      | 25 560       | 24,2 |
| Fremskrittspartiet         | 13 225       | 12,5 |
| Sosialistisk Venstreparti  | 7 572        | 7,2  |
| Venstre                    | 6 690        | 6,3  |
| Miljøpartiet De Grønne     | 4 298        | 4,1  |
| Kristelig Folkeparti       | 3 233        | 3,1  |
| Senterpartiet              | 2 695        | 2,6  |
| Rødt                       | 1 302        | 1,2  |
| Pensjonistpartiet          | 912          | 0,9  |
| Piratpartiet               | 641          | 0,6  |
| De Kristne                 | 231          | 0,2  |
| Demokratene i Norge        | 136          | 0,1  |
| Kystpartiet                | 70           | 0,1  |
| Det Liberale Folkepartiet  | 68           | 0,1  |
| Norges Kommunistiske Parti | 67           | 0,1  |
| Kristent Samlingsparti     | 60           | 0,1  |
| Blanke stemmer             | 446          | -    |
| Valdeltagande/Total        | 106 095      | 80,7 |

## Vänorter
| - Palestina – Ramallah - Israel – Petah Tikva - Danmark – Odense kommun - Sverige – Norrköpings kommun - Skottland – Dunfermline - Finland – Tammerfors - Tyskland – Darmstadt - Österrike – Graz |  | - Kroatien – Split - USA – Vallejo - Moldavien – Tiraspol - Färöarna – Klaksvík - Island – Kópavogur - Eritrea – Keren - Sverige – Östersunds kommun |